# Pallanuoto ai Giochi della XVII Olimpiade
Il torneo di pallanuoto dei Giochi della XVII Olimpiade è stato il 13º torneo olimpico di pallanuoto. Le gare furono disputate tra il 25 agosto e il 3 settembre 1960 quasi totalmente allo Stadio Olimpico del Nuoto, nel complesso sportivo del Foro Italico, e in parte alla Piscina delle Rose, dove furono disputate alcune partite della prima fase.

## Strutture

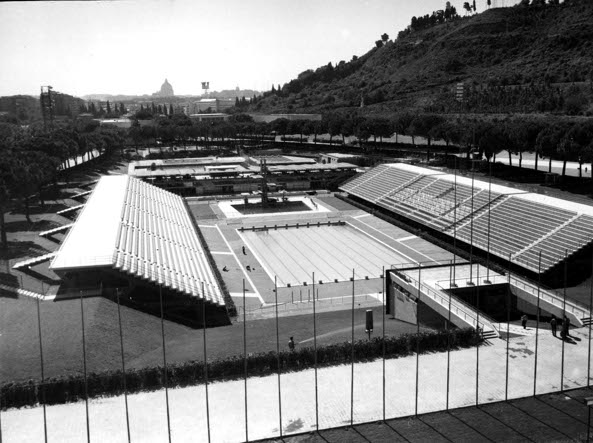
Lo Stadio Olimpico del Nuoto

In vista delle Olimpiadi del 1960 a Roma venne progettato e realizzato il complesso della Piscina delle Rose.
Fu progettato dall'architetto Sergio Buonamico e dagli ingegneri Guido Gigli e Mario Biuso, che curò la fase realizzativa iniziata nel 1958. Fortemente voluta dal Comitato Olimpico Internazionale, la piscina è realizzata in cemento armato e misura 50 metri di lunghezza per 25 metri di larghezza. Per consentire di svolgere le partite anche in orario notturno l'impianto è dotato di quattro torri per l'illuminazione. Durante i Giochi Olimpici, ai 2000 posti della tribuna furono aggiunti 1850 posti con un'installazione provvisoria. La piscina fu utilizzata per gli allenamenti delle squadre e per le prime tre giornate della prima fase del torneo.
Le rimanenti partite del torneo vennero disputate allo Stadio del Nuoto, nel monumentale complesso natatorio del Foro Italico. Lo Stadio del Nuoto fu progettato dagli architetti Annibale Vitellozzi e Enrico Del Debbio, mentre la realizzazione, iniziata nell'autunno del 1957, è affidata a Cherubino Malpeli. La vasca misura 50 metri di lunghezza per 25 metri di larghezza. Per le gare olimpiche, lo stadio venne dotato di un grande quadro elettrico luminoso per la segnalazione dei risultati, di un sistema di cronometraggio elettrico a frazione di secondo e di un sistema elettrico per le votazioni dei giudici, considerate innovative per l'epoca. Le gradinate, che normalmente potevano accogliere 8000 persone, per i Giochi olimpici furono portate ad una capienza di 20000 persone.

## Squadre ed Atleti partecipanti
Le squadre che parteciparono al torneo furono sedici, tra cui tre squadre americane, una oceanica, due africane e dieci euroasiatiche. La nazione con meno partecipazioni alle Olimpiadi è il Sudafrica, alla sua seconda apparizione, dopo quella di Helsinki 1952. Le nazioni con più partecipazioni, invece, sono il Belgio e gli Stati Uniti, con dieci apparizioni ciascuna.
I giocatori convocati dalle sedici nazionali furono in tutto 151. Il più giovane tra i convocati fu lo jugoslavo Mirko Sandić (18 anni e 109 giorni), mentre il più anziano fu il sovietico Boris Gojchman (41 anni e 120 giorni).
| Squadra                   | Ultimo piazzamento ai Giochi Olimpici | Miglior piazzamento ai Giochi Olimpici | Formazione |
| ------------------------- | ------------------------------------- | -------------------------------------- | --- |
| Argentina                 | 13º (1952)                            | 9º (1948)                              | ArgentinaCodaro, Consuegra, Carnovali, Fischer, Lucey, Parga, Wolff, Maganás, CT: -                                                                           |
| Australia                 | 9º (1956)                             | 9º (1956)                              | AustraliaCharleston, Clark, Hoad, O'Brien, Pierce, Sherman, Thornett, Whitehead, Wiegard, Withers, CT: -                                                      |
| Belgio                    | 6º (1952)                             | (1900, 1908, 1920, 1924)               | BelgioDe Hesselle · Smits · De Wilde · Caufrier · Dumont · De Vis · Pickers · D'Osterlinck · Lagaert · Van Den Steen · Van Reybroeck, CT: -                   |
| Brasile                   | 13º (1952)                            | 4º (1920)                              | BrasileE. Alvarez da Cruz · R. Alvarez da Cruz · Daniel · de Almeida · dos Santos · Gonçalves Filho · Grijó Filho · Sanson, CT: -                             |
| Francia                   | 6º (1948)                             | (1924)                                 | FranciaMoellé · Daubinet · Jany · Haas · Greder · Neubauer · Lambert · Faetibolt · Lochon · Meslier · Weil, CT: -                                             |
| Giappone                  | 9º (1936)                             | 4º (1932)                              | GiapponeKatō · Asanuma · Satō · Shimizu · Miyamura · Fujimoto · Takagi · Aoyama · Kanda · Shibata · Yamamoto, CT: -                                           |
| Italia                    | 4º (1956)                             | (1948)                                 | ItaliaAmbron, Bardi, D'Altrui, Gionta, Lavoratori, Lonzi, Mannelli, Pizzo, Parmegiani, Rossi, Spinelli, Guerrini, CT: Andrés Zólyomy                          |
| Jugoslavia                | (1956)                                | (1952, 1956)                           | JugoslaviaMuškatirović · Kačić · Šimenc · Ježić · Žužej · Nardelli · Sandić · Stanišić · Cipci · Čukvas · Radan · Šiljak, CT: -                               |
| Paesi Bassi               | 5º (1952)                             | 4º (1908, 1900)                        | Paesi BassiKniest · Lamme · van der Zwan · Ran · Leenards · Vriend · van Dorp · Muller · Hermsen · de Boer · van Spingelen, CT: Cor Braasem                   |
| Rep. Araba Unita          | 9º (1952, come Egitto)                | 7º (1948, come Egitto)                 | Rep. Araba UnitaKhalifa · Amin · Rahman · Azmi · Bakri · El-Gamal · El-Nazer · El-Said · El-Shafei · Hafiz · Younes, CT: -                                    |
| Romania                   | 8º (1956)                             | 8º (1956)                              | RomaniaŞtefănescu · Bădiţă · Zahan · Blajek · Szabo · Grinţescu · Kroner · Balint · Firoiu · Mureșan · Șimon, CT: -                                           |
| Squadra Unificata Tedesca | 6º (1956)                             | (1928, come Germania)                  | Squadra Unificata TedescaHoffmeister · Schneider · Schepers · Strasser · Nagy · Osselmann · Seiz · Bildstein · Honig · Fuchs · Ott, CT: -                     |
| Stati Uniti               | 5º (1956)                             | (1904)                                 | Stati UnitiHorn · Burns · Severa · Crawford · Tisue · Wolf · Volmer · Hall · Bittick · McIlroy · Kelsey, CT: -                                                |
| Sudafrica                 | 9º (1952)                             | 9º (1952)                              | SudafricaAucamp · Meredith · Nahon · Butler · Voges · Tinkler · Botha · Schwartz · Brown, CT: -                                                               |
| Ungheria                  | (1956)                                | (1932, 1936, 1952, 1956)               | UngheriaGyarmati · Kárpáti · Boros · Hevesi · Mayer · Kanizsa · Dömötör · Felkai · Jeney · Katona · Markovits · Rusorán · Konrád · Bodnár, CT: Dezső Lemhényi |
| Unione Sovietica          | (1956)                                | (1956)                                 | Unione SovieticaSemënov · Kartašov · Novikov · Mshvenieradze · Grigorovskij · Ageev · Čikvanaja · Gogoladze · Kurennoj · Gojchman · Sal'cyn, CT: -            |

## Prima fase
Nella prima fase le squadre vengono divise in quattro gironi da quattro squadre. Attraverso la formula di un girone all'italiana con sola andata, le prime due squadre di ogni girone accedono alla seconda fase, mentre le altre vengono eliminate. Ogni girone ha tre giornate di gioco e in ogni giornata vengono disputate due partite, per un totale di sei. Ogni squadra, pertanto, disputa tre incontri, uno contro ogni altra squadra del proprio girone.

### Gruppo 1
Il primo gruppo è formato da Giappone, Italia, Repubblica Araba Unita e Romania. La partita inaugurale del girone è Repubblica Araba Unita-Giappone, giocata il 25 agosto e diretta dall'arbitro sovietico Kharebov e dai suoi assistenti Kistiakowski e Semenov. La gara, combattuta, vede la Repubblica Araba andare a segno per prima con Dorry, al quarto minuto. In seguito arriva la risposta degli asiatici, con una doppietta di Kohi che porta in vantaggio la propria squadra. Nel secondo tempo la Repubblica Araba si riporta avanti con la doppietta di Moukhtar, e allo scadere del nono minuto Takanao pareggia i conti, definendo il risultato finale di 3-3. Un'ora più tardi, alle 21:30, viene giocata la seconda partita del girone, tra i padroni di casa dell'Italia e la Romania. A dirigere il match il belga Bauwens assistito da Goose e Delahaye. La partita viene vinta di misura dagli azzurri per 4-3, con i gol nel primo tempo di Parmegiani e Pizzo per gli italiani e di Zahan per i rumeni; nel secondo tempo reti di Lavoratori e Szabo. In seguito Zahan sigla il secondo gol personale, portando il punteggio in parità. All'ottavo minuto a regalare la vittoria all'Italia è Bardi, con la rete del 4-3 finale.

Roma, 27 agosto 1960: uno dei tre goal di Eraldo Pizzo in Italia-Repubblica Araba Unita

La seconda giornata si apre a mezzogiorno del 26 agosto con la Repubblica Araba Unita contro la Romania, alla ricerca dei primi punti. A dirigere l'arbitro Goose assistito da Delahaye e Bauwens. La partita vede imporsi la selezione rumena. Nel primo tempo goal di Zahan, Blajek e Szabo su rigore; nel secondo Kroner e Grintescu su rigore; la gara ci conclude 5-0 per i rumeni, che conquistano i loro primi tre punti. Nella sera, invece, si gioca l'altra partita del girone, anche questa che ha come protagonista un'unica squadra. Sotto l'arbitraggio di Laurent, l'Italia supera il Giappone 8-1 con le doppiette di Guerrin e Parmegiani, la tripletta di Mannelli e il gol di Ambron. Unico giapponese nel tabellino dei marcatori Miyamura Motomobu, a segno nel primo tempo.
La terza giornata vede le due partite giocarsi quasi in contemporanea nella sera del 27 agosto. L'Italia affronta la Repubblica Araba Unita, ancora ferma a un punto. La partita, dominata per la maggior parte dall'Italia, sarà, al termine del girone, quella con più gol. Infatti, al termine dei due tempi, il risultato è di 9-4 per gli azzurri, per un totale di tredici marcature. Il caimano Eraldo Pizzo realizza una tripletta, che porta l'Italia alla vittoria insieme alle doppiette di Lavoratori e Gionta e ai gol di Mannelli e Guerrini. Nel frattempo si giocano il passaggio del turno Romania e Giappone. Grazie alle reti di Blajek, Kroner e alla doppietta di Zahan è la Romania ad avere la meglio per 4-1 e a passare il turno insieme all'Italia.
| Data      | Ora   | Partita  | Partita | Partita          |
| --------- | ----- | -------- | ------- | ---------------- |
| 25 agosto | 20:30 | Giappone | 3 - 3   | Rep. Araba Unita |
| 25 agosto | 21:30 | Italia   | 4 - 3   | Romania          |
| 26 agosto | 12:00 | Romania  | 5 - 0   | Rep. Araba Unita |
| 26 agosto | 22:40 | Italia   | 8 - 1   | Giappone         |
| 27 agosto | 21:50 | Italia   | 9 - 4   | Rep. Araba Unita |
| 27 agosto | 22:00 | Romania  | 4 - 1   | Giappone         |

|    | Squadra          | Pti | G | V | P | S | GF | GS | Diff |
| -- | ---------------- | --- | - | - | - | - | -- | -- | ---- |
| 1. | Italia           | 6   | 3 | 3 | 0 | 0 | 21 | 8  | +13  |
| 2. | Romania          | 4   | 3 | 2 | 0 | 1 | 12 | 5  | +7   |
| 3. | Rep. Araba Unita | 1   | 3 | 0 | 1 | 2 | 7  | 17 | -10  |
| 4. | Giappone         | 1   | 3 | 0 | 1 | 2 | 5  | 15 | -10  |

Legenda:

         Promossa alla seconda fase
Note:
Due punti a vittoria, uno a pareggio, zero a sconfitta.

### Gruppo 2
Il secondo gruppo è formato da Argentina, Brasile, Squadra Unificata Tedesca e Unione Sovietica. Il girone comprende tutte e due le Nazionali sudamericane partecipanti al torneo, e sono proprio Argentina e Brasile a sfidarsi nella partita che inaugura il girone. Il Brasile passa in vantaggio nel primo tempo grazie a João Gonçalves Filho dopo 4 minuti. Nel secondo tempo risponde Consuegra per l'Argentina, ma al secondo minuto va di nuovo a segno João Gonçalves Filho; al quarto minuto Fischer segna il gol del definitivo 2-2. Più tardi ad affrontarsi nella prima giornata sono le altre due componenti del girone, Squadra Unificata Tedesca e Unione Sovietica. Il primo tempo vede un incontrastato dominio dei Sovietici, che vanno a segno due volte con Kurennoj e due volte con Kartašov; il gol di Nagy per i Tedeschi su rigore chiude il primo tempo sul parziale di 4-1. Nel secondo tempo la Germania si avvicina con la rete di Schneider, ma Kurennoj mette a segno il suo terzo gol e aumenta le distanze. Nel finale le reti di Honig e Nagy non bastano per completare la rimonta, e la partita termina 4-3 per l'URSS.

Roma, 27 agosto 1960: un goal di Čikvanaja in Unione Sovietica-Argentina

Il 26 agosto si gioca la prima partita della seconda giornata. Ad affrontarsi Squadra Unificata Tedesca e Brasile. Il primo tempo si chiude sul parziale di 3-1 per i tedeschi: al goal di Strasser risponde il brasiliano João Gonçalves Filho; in seguito vanno a segno anche Nagy e Osselmann per la Germania. Nel secondo tempo Nagy per la Germania e Márvio dos Santos per il Brasile portano il risultato sul 4-2. Seitz e Schneider portano a 6 i gol dei tedeschi, e alla fine De Almeida segna su rigore per il Brasile, portando il risultato finale sul 6-3.
Il 27 agosto a chiudere la seconda giornata è la seconda partita, Unione Sovietica-Argentina. I sovietici dominano fin dal primo tempo: dopo un minuto a segno Mshvenieradze. Bastano 14 secondi a Osvaldo Codaro per pareggiare i conti. Poco dopo Chikvanaja riporta in vantaggio l'Unione Sovietica, e la doppietta di Kurennoj aumenta la distanza tra le due squadre. Nel finale di primo tempo segnano Grigorovskij per i sovietici e ancora Codaro per l'Argentina. Nel secondo tempo gli argentini si avvicinano con la doppietta di Lucey, ma Čikvanaja e Kurennoj pongono del tutto fine alle speranze degli avversari. La partita finisce con il risultato di 7-4 per l'URSS.
Il 29 agosto si conclude il girone con gli ultimi due scontri rimasti. L'imbattuta Unione Sovietica affronta il Brasile, a un solo punto, e vince senza difficoltà. Il parziale del primo tempo è di 5-1 per i sovietici, che nel secondo tempo portano il risultato sull'8-2. Rilevante, tra le varie marcature, la tripletta di Kurennoj. Nell'altra partita, giocata di sera, la Squadra Unificata Tedesca guadagna l'accesso alla seconda fase grazie ad una vittoria per 5-1 sull'Argentina. I goal di Schneider, Honig, Nagy, Osselmann e autogoal di Lucey; per l'Argentina nel secondo tempo a segno Codaro, su rigore, dopo averne fallito uno nel primo tempo.
| Data      | Ora   | Partita                   | Partita | Partita                   |
| --------- | ----- | ------------------------- | ------- | ------------------------- |
| 25 agosto | 21:30 | Argentina                 | 2 - 2   | Brasile                   |
| 25 agosto | 22:30 | Unione Sovietica          | 5 - 4   | Squadra Unificata Tedesca |
| 26 agosto | 21:00 | Squadra Unificata Tedesca | 6 - 3   | Brasile                   |
| 27 agosto | 10:00 | Unione Sovietica          | 7 - 4   | Argentina                 |
| 29 agosto | 11:00 | Unione Sovietica          | 8 - 2   | Brasile                   |
| 29 agosto | 23:15 | Squadra Unificata Tedesca | 5 - 1   | Argentina                 |

|    | Squadra                   | Pti | G | V | P | S | GF | GS | Diff |
| -- | ------------------------- | --- | - | - | - | - | -- | -- | ---- |
| 1. | Unione Sovietica          | 6   | 3 | 3 | 0 | 0 | 20 | 10 | +10  |
| 2. | Squadra Unificata Tedesca | 4   | 3 | 2 | 0 | 1 | 15 | 9  | +6   |
| 3. | Argentina                 | 1   | 3 | 0 | 1 | 2 | 7  | 14 | -7   |
| 4. | Brasile                   | 1   | 3 | 0 | 1 | 2 | 7  | 16 | -9   |

Legenda:

         Promossa alla seconda fase
Note:
Due punti a vittoria, uno a pareggio, zero a sconfitta.

### Gruppo 3

Roma, 1960: la squadra dei Paesi Bassi arrivata a Roma per disputare le Olimpiadi

Il terzo gruppo è formato da Australia, Jugoslavia, Paesi Bassi e Sudafrica. Il 25 agosto la prima partita è tra le due squadre europee, Jugoslavia e Paesi Bassi. In un incontro povero di gol, diretto dall'arbitro svedese Zuckerman, vincono gli Jugoslavi per una sola rete, con il risultato di 2-1. Le reti sono dell'olandese van der Zwan e dello jugoslavo Stanišić nel primo tempo; Šimenc segna nel secondo. Più tardi, anche la seconda partita finisce con un unico gol di scarto: il Sudafrica batte l'Australia 3-2. Gli australiani vanno in vantaggio con O'Brien, a cui replica Tinkler; nel finale del primo tempo l'Australia si porta di nuovo in vantaggio con Peirce. Il secondo tempo incomincia con il secondo goal di Tinkler; l'ultima rete è del sudafricano Butler.
Il 26 agosto si affrontano di sera, nella seconda giornata, Australia e Paesi Bassi, entrambe a zero punti. Nel primo tempo il parziale è di 2-2, con le reti di Ran e Muller da una parte, e la doppietta di Wiegard dall'altra. Nel secondo tempo segnano van der Zwan e ancora Ran. L'Australia cerca la rimonta con la terza rete di Wiegard, ma Vriend sigla il 5-3 finale. Nel finale Van Der Zwan ha l'occasione di aumentare il vantaggio olandese, ma fallisce un rigore.
Il 27 agosto alle 11.00 la Jugoslavia travolge il Sudafrica per 7-1. Il primo tempo termina 3-0, con le reti di Stanišić, Sandić e Ježić. Nel secondo tempo ancora a segno Sandić e poi Šimenc; dopo il gol del sudafricano Nahon mettono la palla in rete anche Žužej e Nardelli.
L'ultima giornata viene disputata il 29 agosto, dopo un giorno di pausa. Il primo incontro è tra Sudafrica e Paesi Bassi che, con una vittoria ciascuna, si contendono il passaggio al secondo turno. La partita, equilibrata, termina 3-3. Le reti di van Dorp (doppietta) e van der Zwan per i Paesi Bassi e di Butler, Schwartz e Brown per il Sudafrica. Con questo pareggio entrambe le Nazionali arrivano a 3 punti, ma a ottenere l'accesso al secondo turno è la Nazionale olandese, grazie alla differenza reti (+1 per i Paesi Bassi, -5 per il Sudafrica). Nell'altra sfida si affrontano prima e ultima del girone; la partita tra Jugoslavia e Australia termina 6-2, e gli Jugoslavi passano il turno imbattuti.
| Data      | Ora   | Partita     | Partita | Partita     |
| --------- | ----- | ----------- | ------- | ----------- |
| 25 agosto | 20:30 | Jugoslavia  | 2 - 1   | Paesi Bassi |
| 25 agosto | 22:30 | Sudafrica   | 3 - 2   | Australia   |
| 26 agosto | 22:00 | Paesi Bassi | 5 - 3   | Australia   |
| 27 agosto | 11:00 | Jugoslavia  | 7 - 1   | Sudafrica   |
| 29 agosto | 21:00 | Sudafrica   | 3 - 3   | Paesi Bassi |
| 29 agosto | 22:15 | Jugoslavia  | 6 - 2   | Australia   |

|    | Squadra     | Pti | G | V | P | S | GF | GS | Diff |
| -- | ----------- | --- | - | - | - | - | -- | -- | ---- |
| 1. | Jugoslavia  | 6   | 3 | 3 | 0 | 0 | 15 | 4  | +11  |
| 2. | Paesi Bassi | 3   | 3 | 1 | 1 | 1 | 9  | 8  | +1   |
| 3. | Sudafrica   | 3   | 3 | 1 | 1 | 1 | 7  | 12 | -5   |
| 4. | Australia   | 0   | 3 | 0 | 0 | 3 | 7  | 14 | -7   |

Legenda:

         Promossa alla seconda fase
Note:
Due punti a vittoria, uno a pareggio, zero a sconfitta.

### Gruppo 4

Roma, 1960: la Nazionale degli Stati Uniti, promossa alla seconda fase insieme all'Ungheria

Il quarto gruppo è formato da Belgio, Francia, Stati Uniti e Ungheria. La prima partita si gioca nella mattina del 26 agosto tra Francia e Belgio. L'incontro è equilibrato, e il primo tempo si chiude sull'1-1, con le reti del belga Dumont e del francese Neubauer. Nel secondo tempo Dumont sigla il suo secondo gol, e Lambert riporta il punteggio in una situazione di parità. Verso la fine del tempo Neubauer, su rigore, segna il suo secondo gol per il definitivo 3-2. Il Belgio perde la prima gara, pur avendo avuto la possibilità di rimontare con i rigori di Caufrier e Dumont, entrambi falliti nel secondo tempo. Nell'altro incontro gli Stati Uniti, unica squadra non europea del girone, affrontano i campioni olimpici in carica dell'Ungheria. Gli Ungheresi, dopo un primo tempo equilibrato, prendono in mano le redini della partita e chiudono con una vittoria per 7-2. A segno, per i Campioni in carica, Kárpáti, Dömötör (tripletta), Kanizsa e Gyarmati (doppietta).
Nella seconda giornata, giocata il 27 agosto, si disputano a poche ore di distanza Stati Uniti-Francia e Ungheria-Belgio. Nella prima gli States vincono con un consistente scarto di gol sulla Francia: dopo un primo tempo equilibrato (3-2), nel secondo tempo gli americani dilagano e la partita finisce 10-4; da notare le 5 reti messe a segno dall'americano Tisue durante la partita. Nell'altra partita l'Ungheria vince 9-4 contro il Belgio, dominando sia nel primo tempo (6-3) che nel secondo (3-1).
Dopo un giorno di pausa si gioca la terza giornata, il 29 agosto. L'Ungheria è già promossa, mentre a contendersi il secondo posto sono Francia e Stati Uniti. Gli americani hanno sicuramente una sfida meno impegnativa contro l'ultima in classifica, il Belgio, e infatti vincono per 5-2 con una doppietta di Tisue, che arriva a 7 gol nella sua personale corsa al titolo di capocannoniere. La Francia invece deve affrontare l'Ungheria, avversaria molto più difficile da battere. La partita termina 11-3 per gli ungheresi, che passano il turno insieme agli Stati Uniti.
| Data      | Ora   | Partita     | Partita | Partita     |
| --------- | ----- | ----------- | ------- | ----------- |
| 26 agosto | 11:00 | Francia     | 3 - 2   | Belgio      |
| 26 agosto | 23:40 | Ungheria    | 7 - 2   | Stati Uniti |
| 27 agosto | 21:00 | Stati Uniti | 10 - 4  | Francia     |
| 27 agosto | 22:50 | Ungheria    | 9 - 4   | Belgio      |
| 29 agosto | 10:00 | Stati Uniti | 5 - 2   | Belgio      |
| 29 agosto | 22:00 | Ungheria    | 11 - 3  | Francia     |

|    | Squadra     | Pti | G | V | P | S | GF | GS | Diff |
| -- | ----------- | --- | - | - | - | - | -- | -- | ---- |
| 1. | Ungheria    | 6   | 3 | 3 | 0 | 0 | 27 | 9  | +18  |
| 2. | Stati Uniti | 4   | 3 | 2 | 0 | 1 | 17 | 13 | +4   |
| 3. | Francia     | 2   | 3 | 1 | 0 | 2 | 10 | 23 | -13  |
| 4. | Belgio      | 0   | 3 | 0 | 0 | 3 | 8  | 17 | -9   |

Legenda:

         Promossa alla seconda fase
Note:
Due punti a vittoria, uno a pareggio, zero a sconfitta.

## Seconda fase

Roma, 30 agosto 1960: un'azione di gioco in Italia-Squadra Unificata Tedesca

Nella seconda fase le otto squadre promosse dai quattro gironi della prima fase vengono divise in due gironi da quattro squadre. La formula rimane quella del girone all'italiana con sola andata, ma se due squadre si sono già precedentemente incontrate all'interno del torneo, l'incontro non viene giocato nuovamente ma viene considerato il risultato del match già giocato in precedenza. Le prime due squadre di ogni girone accedono gruppo per l'assegnazione dei posti dal 1º al 4º, mentre le ultime due accedono al girone per l'assegnazione dei posti dal 5º all'8º.

### Gruppo 1
Il primo gruppo della seconda fase è formato da Italia e Romania, provenienti dal gruppo 1, e da Squadra Unificata Tedesca e Unione Sovietica, provenienti dal gruppo 2. L'Italia, avendo già vinto contro la Romania, e l'Unione Sovietica, avendo già vinto contro la Squadra Unificata Tedesca, partono entrambe con due punti, secondo la formula del torneo. La prima partita vede affrontarsi Unione Sovietica e Romania, il 30 agosto. La gara, diretta dallo spagnolo Batallé, assistito dagli italiani Volpe e Venturini, si apre con la prima marcatura di Mshvenieradze per i Sovietici allo scadere del primo tempo. Nel secondo tempo la partita si accende: l'URSS raddoppia con il gol di Grigorovskij e subito dopo Szabo accorcia le distanze. Nel finale, a pochi secondi di distanza, vanno a segno Bădiţă per la Romania e Kartašov per l'Unione Sovietica. La partita termina 3-2, e i due punti sono assegnati ai sovietici, primi in classifica. 

Roma, 31 agosto 1960: la rete di Pizzo in Italia-Unione Sovietica

Dopo poche ore la squadra dell'URSS viene raggiunta dalla Nazionale italiana: alle 22:30 dello stesso giorno, infatti, scendono in campo Italia e Squadra Unificata Tedesca, con l'arbitraggio dell'olandese Goose. A metà primo tempo Parmegiani segna il primo gol della partita; per vedere un'altra rete bisogna attendere il secondo tempo, durante il quale Eraldo Pizzo mette a segno due gol, uno al primo minuto e uno al quinto. Vincendo con un secco 3-0 l'Italia raggiunge l'Unione Sovietica in testa alla classifica.
Il 31 agosto si giocano Squadra Unificata Tedesca-Romania e Italia-Unione Sovietica; queste ultime sono già matematicamente promosse al girone per il 1º - 4º posto. L'ungherese Brandy arbitra la partita tra Tedeschi e Rumeni; la Germania si porta in vantaggio nel primo tempo con una rete di Strasser. Il secondo tempo si apre con il raddoppio dei tedeschi firmato da Nagy. I rumeni rimontano e sorpassano gli avversari, prima con Zahan, poi con Bădiţă e infine nuovamente con Zahan. Nel finale i tedeschi pareggiano grazie a un rigore realizzato da Osselmann. A mezzanotte inizia la partita tra le capolista del girone; a dirigere è il belga Bauwens. L'Italia vince grazie a un gol di Eraldo Pizzo nel primo tempo e uno di Giuseppe D'Altrui nel secondo. Così, terminate tutte le partite, sono Italia e URSS ad essere promosse al gruppo valido per i posti dal 1º al 4º, con l'Italia ancora imbattuta.
| Data      | Ora   | Partita                   | Partita | Partita                   |
| --------- | ----- | ------------------------- | ------- | ------------------------- |
| 30 agosto | 18:10 | Unione Sovietica          | 3 - 2   | Romania                   |
| 30 agosto | 22:30 | Italia                    | 3 - 0   | Squadra Unificata Tedesca |
| 31 agosto | 23:00 | Squadra Unificata Tedesca | 3 - 3   | Romania                   |
| 31 agosto | 24:00 | Italia                    | 2 - 0   | Unione Sovietica          |

|    | Squadra                   | Pti | G | V | P | S | GF | GS | Diff |
| -- | ------------------------- | --- | - | - | - | - | -- | -- | ---- |
| 1. | Italia                    | 6   | 3 | 3 | 0 | 0 | 9  | 3  | +6   |
| 2. | Unione Sovietica          | 4   | 3 | 2 | 0 | 1 | 8  | 8  | 0    |
| 3. | Romania                   | 1   | 3 | 0 | 1 | 2 | 8  | 10 | -8   |
| 4. | Squadra Unificata Tedesca | 1   | 3 | 0 | 1 | 2 | 7  | 11 | -4   |

Legenda:

         Promossa al gruppo 1º - 4º posto
Note:
Due punti a vittoria, uno a pareggio, zero a sconfitta.

### Gruppo 2

Roma, 31 agosto 1960: una rete della Jugoslavia contro gli Stati Uniti

Il secondo gruppo della seconda fase è formato da Jugoslavia e Paesi Bassi, provenienti dal gruppo 3, e Ungheria e Stati Uniti, provenienti dal gruppo 4. La Jugoslavia, avendo già vinto contro i Paesi Bassi, e l'Ungheria, avendo già vinto contro gli Stati Uniti, partono entrambe con due punti, secondo la formula del torneo. Il 30 agosto è la partita tra Ungheria e Paesi Bassi, diretta dall'austriaco Josef Dirnweber, ad aprire il girone. L'Ungheria inizia bene e va a segno dopo 49 secondi con Markovits; verso la fine del primo tempo l'ungherese Dömötör raddoppia su rigore. Nel secondo tempo Kanizsa segna la terza rete. Nel finale Vriend segna l'unica rete per gli Olandesi: finisce 3-1. Così l'Ungheria guadagna due punti e aspetta il risultato della partita tra Jugoslavia e USA che si giocherà il giorno dopo. Ma anche la Jugoslavia vince e guadagna due punti che valgono il primo posto in classifica, battendo gli Stati Uniti 6-2. L'arbitro italiano Volpe dirige il match; nel primo tempo segnano per primi gli americani, con Crawford. Gli jugoslavi rispondono con un gol di Ježić e una doppietta di Nardelli. Nel secondo tempo segnano per la Jugoslavia Zužej, Kačić e nuovamente Nardelli; nel finale Wolf sigla il 6-2.
Avvincente e ricca di goal la partita tra Stati Uniti e Paesi Bassi, giocata il 1º settembre. Gli States vincono per 7-6, nonostante la prestazione dell'olandese van der Zwan che sigla una tripletta. Più tardi, invece, si scontrano le prime due del girone, arbitrate dallo spagnolo Manguillot. Nel primo tempo la Jugoslavia si porta avanti con Ježić, ma i campioni in carica dell'Ungheria rispondono con la rete di Rusorán. All'ottavo minuto Rusorán ha la possibilità di raddoppiare su rigore, ma fallisce, e la Jugoslavia ne approfitta con Žužej che segna il definitivo 2-1.
| Data         | Ora   | Partita     | Partita | Partita     |
| ------------ | ----- | ----------- | ------- | ----------- |
| 30 agosto    | 23:30 | Ungheria    | 3 - 1   | Paesi Bassi |
| 31 agosto    | 12:00 | Jugoslavia  | 6 - 2   | Stati Uniti |
| 1º settembre | 22:30 | Stati Uniti | 7 - 6   | Paesi Bassi |
| 1º settembre | 23:20 | Jugoslavia  | 2 - 1   | Ungheria    |

|    | Squadra     | Pti | G | V | P | S | GF | GS | Diff |
| -- | ----------- | --- | - | - | - | - | -- | -- | ---- |
| 1. | Jugoslavia  | 6   | 3 | 3 | 0 | 0 | 10 | 4  | +6   |
| 2. | Ungheria    | 4   | 3 | 2 | 0 | 1 | 11 | 5  | +6   |
| 3. | Stati Uniti | 2   | 3 | 1 | 0 | 2 | 11 | 19 | -8   |
| 4. | Paesi Bassi | 0   | 3 | 0 | 0 | 3 | 8  | 12 | -4   |

Legenda:

         Promossa al gruppo 1º - 4º posto
Note:
Due punti a vittoria, uno a pareggio, zero a sconfitta.

## Fase finale
Nella fase finale le otto squadre rimaste vengono divise in due gironi da quattro squadre; nel primo gruppo vengono inserite le prime e seconde classificate dei gironi della fase precedente, che si scontreranno per l'assegnazione dei posti dal 1º al 4º. Nell'altro girone, le ultime due squadre di ogni girone della fase precedente si scontreranno per i posti dal 5º all'8º. La formula rimane quella del girone all'italiana con sola andata, con lo stesso regolamento della seconda fase.

### Gruppo 5º - 8º posto

Roma, 1960: la Nazionale della Romania, arrivata prima nel girone

Il gruppo valido per l'assegnazione dei posti dal 5º all'8º è formato da Romania e Squadra Unificata Tedesca, provenienti dal gruppo 1, e Stati Uniti e Paesi Bassi, provenienti dal gruppo 2. La Romania e la Squadra Unificata Tedesca, avendo pareggiato 3-3 nella seconda fase partono con un punto ciascuna, mentre gli Stati Uniti, avendo già vinto contro i Paesi Bassi, iniziano con due punti. Il 2 settembre alle ore 15:00 la Squadra Unificata Tedesca incontra gli Stati Uniti; i tedeschi vincono 4-3 grazie alle doppiette di Schneider e Nagy. Alle 16:00, invece, scendono in campo Romania e Paesi Bassi. Gli olandesi vengono sconfitti per 5-4 nonostante la prestazione di Harry Lamme, che mette a segno quattro reti.
Il 3 settembre alle 10:00 la Romania batte anche gli Stati Uniti, per 6-4. Dopo il primo tempo dominato dai rumeni, con un parziale di 4-1, nel secondo tempo gli americani si rifanno sotto segnando tre gol, contro i due della Romania, ma non basta per ottenere il pareggio, anche a causa di un rigore fallito nel primo tempo da Bittick. Partita equilibrata, invece, è quella giocata alle 11:00 tra Paesi Bassi e Squadra Unificata Tedesca. Il parziale del primo tempo è di 3-2 per i tedeschi. Dopo la pausa, le squadre rientrano in acqua ma la situazione non cambia: nel secondo tempo segnano entrambe tre reti, e così la Germania vince di misura sugli avversari per 6-5, con quattro gol realizzati da Schneider.
| Data        | Ora   | Partita                   | Partita | Partita                   |
| ----------- | ----- | ------------------------- | ------- | ------------------------- |
| 2 settembre | 15:00 | Squadra Unificata Tedesca | 4 - 3   | Stati Uniti               |
| 2 settembre | 16:00 | Romania                   | 5 - 4   | Paesi Bassi               |
| 3 settembre | 10:00 | Romania                   | 6 - 4   | Stati Uniti               |
| 3 settembre | 11:00 | Paesi Bassi               | 5 - 6   | Squadra Unificata Tedesca |

|    | Squadra                   | Pti | G | V | P | S | GF | GS | Diff |
| -- | ------------------------- | --- | - | - | - | - | -- | -- | ---- |
| 5. | Romania                   | 5   | 3 | 2 | 1 | 0 | 14 | 11 | +3   |
| 6. | Squadra Unificata Tedesca | 5   | 3 | 2 | 1 | 0 | 13 | 11 | +2   |
| 7. | Stati Uniti               | 2   | 3 | 1 | 0 | 2 | 14 | 16 | -2   |
| 8. | Paesi Bassi               | 0   | 3 | 0 | 0 | 3 | 15 | 18 | -3   |

Note:
Due punti a vittoria, uno a pareggio, zero a sconfitta.

### Gruppo 1º - 4º posto

Roma, 3 settembre 1960: P'et're Mshvenieradze e Milan Muškatirović, capitani rispettivamente di Unione Sovietica e Jugoslavia, si stringono la mano prima dell'incontro nella fase finale del torneo

Il gruppo valido per l'assegnazione dei posti dal 1º al 4º è formato da Italia e Unione Sovietica, provenienti dal gruppo 1, e Ungheria e Jugoslavia, provenienti dal gruppo 2. La Jugoslavia, avendo già vinto contro l'Ungheria, e l'Italia, avendo già vinto contro l'Unione Sovietica, partono con due punti. Il 2 settembre si gioca la prima partita dell'atteso girone finale; le prime squadre a scendere in acqua sono l'Ungheria e l'Unione Sovietica. La partita si gioca di sera, sotto l'illuminazione artificiale dello Stadio Olimpico del Nuoto e con l'arbitraggio dell'olandese Goose. Al terzo minuto viene assegnato un rigore a favore dell'Ungheria. Dömötör si incarica di tirarlo, e non sbaglia; dopo il vantaggio dei magiari, al nono minuto i sovietici rispondono con una rete di Chikvanja, ultima marcatura del primo tempo, che porta il risultato sull'1-1. Nel secondo tempo al quarto minuto Chikvanja segna il suo secondo gol. L'Ungheria replica al quinto minuto con il secondo gol di Dömötör, e va in vantaggio poco dopo con Felkai; ma a meno di un minuto dalla fine l'Unione Sovietica raggiunge il pareggio con la rete di Mshvenieradze.
Più tardi scendono in campo Italia e Jugoslavia, prime in classifica grazie alle vittorie della seconda fase. Sempre con l'illuminazione dall'impianto artificiale dello Stadio del Nuoto, questa volta è il belga Bauwens a dirigere il match. Gli italiani sono già in vantaggio dopo un minuto grazie alla rete realizzata da Parmegiani; per il resto del primo tempo non viene segnata alcuna rete. La partita si ravviva alla fine del secondo tempo, quando la Jugoslavia, all'ottavo minuto, ottiene un rigore dall'arbitro belga, che Žužej realizza. Al nono minuto l'Italia passa nuovamente in vantaggio grazie al secondo goal di Parmegiani. La partita termina 2-1 per i padroni di casa, che giungono da soli in testa alla classifica. Pur con un rigore assegnato a favore della Jugoslavia, la partita finisce senza neanche una espulsione.
Il 3 settembre ad affrontarsi alle 21:50 sono l'Unione Sovietica, ultima in classifica con un solo punto, e la Jugoslavia, seconda a due punti dopo la sconfitta contro l'Italia. La partita vede sette reti realizzate, di cui quattro su rigore. Nel primo tempo va in vantaggio l'Unione Sovietica con Kartašov; la Jugoslavia risponde con Kačić. Nell'ultimo minuto del primo tempo viene assegnato prima un rigore per gli jugoslavi, realizzato da Kačić, e poi uno per i sovietici, realizzato da Chikvanaja. Nel secondo tempo al terzo minuto segna nuovamente Chikvanaja su rigore per l'URSS. Al quinto minuto viene assegnato un altro rigore alla Jugoslavia, questa volta realizzato da Ježić. Nel finale Chikvanaja segna il terzo gol della giornata, questa volta su azione, e porta l'Unione Sovietica alla vittoria per 4-3.
Alle 22:50 inizia l'ultima partita del torneo olimpico, nella quale si affrontano Italia e Ungheria. In uno Stadio del Nuoto gremito di pubblico, è l'austriaco Dirnweber ad arbitrare la partita. Le due formazioni scendono in campo, l'Italia con la calotta nera, l'Ungheria con quella bianca; dopo il fischio d'inizio, al secondo minuto è l'Ungheria a realizzare la prima rete con Felkai. Al quarto minuto i magiari raddoppiano con il gol di Dömötör. L'Italia reagisce: al sesto minuto Bardi prende palla, decentrato verso destra dalla porta, e incrocia un tiro alla destra del portiere; la palla entra e l'Italia accorcia le distanze. Al settimo minuto l'Italia completa la rimonta con Lavoratori che insacca la palla alla sinistra del portiere avversario. L'Ungheria termina il primo tempo in vantaggio per 3-2 grazie ad un altro gol di Dömötör al nono minuto; nel secondo tempo l'Italia segna, ma Dirnweber annulla la rete. Al settimo minuto l'arbitro austriaco assegna un rigore all'Italia per un fallo su Parmegiani che lo trasforma (all'epoca e ancora per qualche anno il penalty doveva essere tirato da chi lo subiva), piazzando la palla nell'angolo alto alla sinistra del portiere ungherese. La partita finisce 3-3, e l'Italia vince la medaglia d'oro rimanendo imbattuta per tutto il torneo.
| Data        | Ora   | Partita          | Partita | Partita          |
| ----------- | ----- | ---------------- | ------- | ---------------- |
| 2 settembre | 23:30 | Ungheria         | 3 - 3   | Unione Sovietica |
| 2 settembre | 23:30 | Italia           | 2 - 1   | Jugoslavia       |
| 3 settembre | 21:50 | Unione Sovietica | 4 - 3   | Jugoslavia       |
| 3 settembre | 22:50 | Italia           | 3 - 3   | Ungheria         |

|         | Squadra          | Pti | G | V | P | S | GF | GS | Diff |
| ------- | ---------------- | --- | - | - | - | - | -- | -- | ---- |
| Oro     | Italia           | 5   | 3 | 2 | 1 | 0 | 7  | 4  | +3   |
| Argento | Unione Sovietica | 3   | 3 | 1 | 1 | 1 | 7  | 8  | -1   |
| Bronzo  | Ungheria         | 2   | 3 | 0 | 2 | 1 | 7  | 8  | -1   |
| 4.      | Jugoslavia       | 2   | 3 | 1 | 0 | 2 | 6  | 7  | -1   |

Legenda:

         Vincitrice della medaglia d'oro
         Vincitrice della medaglia d'argento
         Vincitrice della medaglia di bronzo
Note:
Due punti a vittoria, uno a pareggio, zero a sconfitta.

## Classifica finale
|         | Squadra                   | Pti | G | V | P | S | GF | GS | Diff |
| ------- | ------------------------- | --- | - | - | - | - | -- | -- | ---- |
| Oro     | Italia                    | 13  | 7 | 6 | 1 | 0 | 31 | 12 | +19  |
| Argento | Unione Sovietica          | 11  | 7 | 5 | 1 | 1 | 30 | 20 | +10  |
| Bronzo  | Ungheria                  | 10  | 7 | 4 | 2 | 1 | 37 | 18 | +19  |
| 4.      | Jugoslavia                | 10  | 7 | 5 | 0 | 2 | 27 | 13 | +14  |
|         |                           |     |   |   |   |   |    |    |      |
| 5.      | Romania                   | 9   | 7 | 4 | 1 | 2 | 28 | 19 | +9   |
| 6.      | Squadra Unificata Tedesca | 9   | 7 | 4 | 1 | 2 | 28 | 23 | +5   |
| 7.      | Stati Uniti               | 6   | 7 | 3 | 0 | 4 | 33 | 35 | –2   |
| 8.      | Paesi Bassi               | 3   | 7 | 1 | 1 | 5 | 25 | 29 | –4   |
|         |                           |     |   |   |   |   |    |    |      |
| 9.      | Sudafrica                 | 3   | 3 | 1 | 1 | 1 | 7  | 12 | –5   |
| 10.     | Francia                   | 2   | 3 | 1 | 0 | 2 | 10 | 23 | –13  |
| 11.     | Argentina                 | 1   | 3 | 0 | 1 | 2 | 7  | 14 | –7   |
| 12.     | Brasile                   | 1   | 3 | 0 | 1 | 2 | 7  | 16 | –9   |
| 13.     | Rep. Araba Unita          | 1   | 3 | 0 | 1 | 2 | 7  | 17 | –10  |
| 14.     | Giappone                  | 1   | 3 | 0 | 1 | 2 | 5  | 15 | –10  |
| 15.     | Australia                 | 0   | 3 | 0 | 0 | 3 | 7  | 14 | –7   |
| 16.     | Belgio                    | 0   | 3 | 0 | 0 | 3 | 8  | 17 | –9   |

Legenda:

         Vincitrice della medaglia d'oro
         Vincitrice della medaglia d'argento
         Vincitrice della medaglia di bronzo

Note:
Due punti a vittoria, uno a pareggio, zero a sconfitta.

## Statistiche

### Primati
- Maggior numero di vittorie:  Italia (6)
- Minor numero di sconfitte:  Italia (0)
- Miglior attacco:  Ungheria (37 reti fatte)
- Miglior difesa:  Italia e  Sudafrica (12 reti subite)
- Miglior differenza reti:  Italia e  Ungheria (+19)
- Maggior numero di pareggi:  Ungheria (2)
- Maggior numero di sconfitte:  Australia e  Belgio (3)
- Peggiore attacco:  Giappone (5 reti fatte)
- Peggior difesa:  Stati Uniti (35 reti subite)
- Peggior differenza reti:  Francia (-13)

### Arbitri
Per arbitrare le partite del torneo di pallanuoto furono scelti 21 arbitri, di cui 16 arbitrarono almeno una partita, mentre gli altri 5 svolsero unicamente il ruolo di giudice di porta. Di seguito la lista dei direttori di gara in ordine alfabetico e tra parentesi il numero di incontri diretti in qualità di arbitro:
- Batallè (3)
- Bauwens (2)
- Brandy (5)
- Costa (2)
- Delahaye (0)
- Dirnweber (4)
- Goose (4)

- Kharebov (2)
- Kistiakowski (0)
- Laurent (1)
- Lazarov (0)
- Manguillot (4)
- Parrini (1)
- Polic (1)

- Rajki (0)
- Segura (2)
- Semenov (2)
- Tarodi (0)
- Venturini (1)
- Volpe (4)
- Zuckermann (2)

### Classifica marcatori
Nel corso del torneo furono segnati 295 gol, di cui 29 su rigore (sui 41 rigori assegnati) e 2 su autorete. Il titolo di capocannoniere del torneo fu vinto a pari merito dallo statunitense Fred Tisue e dal rumeno Aurel Zahan, entrambi realizzatori di dodici reti nelle sette partite disputate. Di seguito la classifica marcatori:
|  | Gol | Marcatore             | Squadra                   |  |
|  | --- | --------------------- | ------------------------- |  |
|  | 12  | Fred Tisue            | Stati Uniti               |  |
|  | 12  | Aurel Zahan           | Romania                   |  |
|  | 10  | Lajos Nagy            | Squadra Unificata Tedesca |  |
|  | 9   | Zoltán Dömötör        | Ungheria                  |  |
|  | 9   | Vjačeslav Kurennoj    | Unione Sovietica          |  |
|  | 9   | Achim Schneider       | Squadra Unificata Tedesca |  |
|  | 7   | Givi Čikvanaja        | Unione Sovietica          |  |
|  | 7   | Rosario Parmegiani    | Italia                    |  |
|  | 7   | Eraldo Pizzo          | Italia                    |  |
|  | 7   | Fred van Dorp         | Paesi Bassi               |  |
|  | 6   | Alexandru Bădită      | Romania                   |  |
|  | 6   | Tivadar Kanizsa       | Ungheria                  |  |
|  | 6   | Fred van der Zwan     | Paesi Bassi               |  |
|  | 6   | Marijan Žužej         | Jugoslavia                |  |
|  | 5   | Ron Crawford          | Stati Uniti               |  |
|  | 5   | György Kárpáti        | Ungheria                  |  |
|  | 5   | Anatolij Kartašov     | Unione Sovietica          |  |
|  | 5   | Harry Lamne           | Paesi Bassi               |  |
|  | 5   | P'et're Mshvenieradze | Unione Sovietica          |  |
|  | 5   | Ante Nardelli         | Jugoslavia                |  |
|  | 5   | Péter Rusorán         | Ungheria                  |  |
|  | 5   | Wally Wolf            | Stati Uniti               |  |
|  |     |                       |                           |  |